# 궈싱향

궈싱 향의 위치

궈싱향(중국어: 國姓鄉, 병음: Guóxìng Xiāng)은 중화민국 난터우 현의 향이다. 넓이는 175.7042km2이고, 인구는 2015년 8월 기준으로 19,451명이다. 객가인이 많이 거주한다.

## 교통
- 국도 6호선